# 宇佐八幡宮神託事件
宇佐八幡宮神託事件（うさはちまんぐうしんたくじけん）は、奈良時代の神護景雲3年（769年）、宇佐八幡宮より称徳天皇（孝謙天皇の重祚）に対して「道鏡が皇位に就くべし」との神託を受けて、弓削道鏡が天皇位を得ようとしたとされ、紛糾が起こった事件である。道鏡事件とも呼ばれる。同年旧暦の10月1日（11月7日）に称徳天皇が詔を発し、道鏡には皇位は継がせないと宣言したため、事件の決着がついた。

## 事件の経緯

### 道鏡の政界進出
弓削道鏡は、孝謙上皇の病を治したことからその信頼を得て出世した。天平宝字8年（764年）、孝謙上皇と対立した最高実力者・藤原仲麻呂が反乱を起こす（藤原仲麻呂の乱）と上皇は仲麻呂の専制に不満を持つ貴族たちを結集して仲麻呂を滅ぼした。乱後、上皇は仲麻呂の推挙で天皇に立てられた淳仁天皇を武力をもって廃位して淡路国に流刑にすると、自らが天皇に復位する（重祚）ことを宣言した。復位した称徳天皇のもとで道鏡はその片腕となり、天平神護元年（765年）には僧籍のまま太政大臣となり、翌2年（766年）には「法王」となる。こうして、称徳天皇の寵愛を一身に受けた道鏡は、政治にしばしば介入した。
だが、反仲麻呂派の貴族の大勢はあくまでも仲麻呂の政界からの排除のために上皇に協力しただけであり、孝謙上皇の復位や道鏡の政界進出に賛同したわけではなかった。称徳天皇は独身で子供もいなかったため、その後の皇位を誰が継ぐのかが政界の最大の関心事となった。天皇もこの空気を敏感に察しており、淡路に流された廃帝（淳仁天皇）の謎の死、和気王の突然の処刑、天皇の異母妹である不破内親王の皇籍剥奪など皇族に対する粛清が次々と行われていき、皇位継承問題は事実上の禁忌となっていった。

### 2つの神託
- 神護景雲3年（769年）5月、道鏡の弟で大宰帥の弓削浄人と大宰主神の習宜阿曾麻呂が、「道鏡を皇位につかせたならば天下は泰平である」という内容の宇佐八幡宮の神託を奏上し、道鏡は自ら皇位に就くことを望む[1]。称徳天皇は宇佐八幡から法均（和気広虫）の派遣を求められ、虚弱な法均に長旅は堪えられぬとして、弟である和気清麻呂を派遣した。

- 和気清麻呂が宇佐八幡宮大宮司に復した大神田麻呂による託宣を受けた。[2]
- 清麻呂は天皇の勅使として8月に宇佐神宮に参宮。宝物を奉り宣命の文を読もうとした時、神が禰宜の辛嶋勝与曽女（からしま の すぐりよそめ）に託宣、宣命を訊くことを拒む。清麻呂は不審を抱き、改めて与曽女に宣命を訊くことを願い出る。与曽女が再び神に顕現を願うと、身の丈三丈、およそ9mの僧形の大神が出現。大神は再度宣命を訊くことを拒むが、清麻呂は「わが国は開闢このかた、君臣のこと定まれり。臣をもて君とする、いまだこれあらず。天つ日嗣は、必ず皇緒を立てよ。無道の人はよろしく早く掃除すべし」という大神の神託を大和に持ち帰り奏上する。

道鏡を天皇につけたがっていたといわれる称徳天皇は報告を聞いて怒り、清麻呂を因幡員外介に左遷したのち、さらに「別部穢麻呂（わけべ の きたなまろ）」と改名させて大隅国へ配流し、姉の広虫も「別部広虫売（わけべ の ひろむしめ）」と改名させられて（狭虫（さむし、せまむし）と改名させられたという説もある）処罰された。
- 10月1日には詔を発し、皇族や諸臣らに対して聖武天皇の言葉を引用して、妄りに皇位を求めてはならない事、次期皇位継承者は聖武天皇の意向によって称徳天皇自らが決める事を改めて表明する。

### 事件決着後
宝亀元年（770年）に称徳天皇が崩御すると、『続日本紀』の記述によると群臣の評議の結果、皇太子を白壁王（後の光仁天皇）とする称徳天皇の「遺宣」が発せられ、道鏡は下野国の薬師寺へ左遷（配流）された。なお、この時（宝亀元年8月21日）の白壁王の令旨に「道鏡が皇位をうかがった」とする文言があるものの、具体的に道鏡のどのような行動を指すのかには全く触れられていない。

## 解釈
日本の皇室は、歴史の中で幾度も危機を迎えたが、一般に僧・弓削道鏡によるとされるこの皇位継承の企みは、その中でも衝撃的な事件であった。この事件については『続日本紀』に詳細が書かれ、道鏡の政治的陰謀を阻止した和気清麻呂が「忠臣の鑑」として戦前の歴史教育においてしばしば取り上げられてきた。一方で、道鏡が仮に皇位を継承したとしても、「道鏡の次の天皇」についての見通しが立たないという問題があった（道鏡は僧侶であり、子孫が存在しない）。既に江戸時代に本居宣長によって一連の神話的な事件の流れに懐疑的な説が唱えられ、近年には『続日本紀』の記事には光仁天皇の即位を正当化するための作為が含まれている（神託には皇位継承については触れられていない）とする説も存在する。

### 道鏡の皇位簒奪疑問説

#### 神託由義宮遷都説
中西康裕は、以下のような解釈を提出している。
- 道鏡が実際に皇位を狙ったとすれば、極刑に該当する重罪であるにもかかわらず、称徳天皇崩御後の下野への流刑は罰としてはあまりにも軽く、浄人ら一族・関係者にも死罪が出ていないことから、皇位継承を企てたという説は「後付」ではないか。
- 最初の神託は皇位継承以外の問題（道鏡の故郷である河内国弓削の由義宮遷都はこの年に行われた）に関するものであって、これに乗じた藤原氏（恐らくは藤原永手とその弟の藤原楓麻呂か）が和気清麻呂を利用して、白壁王あるいはその子である他戸王（称徳天皇の父・聖武天皇の外孫の中で唯一皇位継承権を持つ）を立太子するようにという神託を仕立て上げようとしたことが発覚したために、清麻呂が流刑にされたのではないか。

しかし、この神託由義宮遷都説は根拠が憶測の域を越えるものではないとする見方もある。また、他戸王が立太子後に藤原氏によって廃位されて後に変死しているという指摘もある。その一方で、称徳天皇や道鏡が清麻呂を流した事で2番目の神託を否認した以上、最初の神託に基づいて道鏡への皇位継承を進めることも可能であった筈なのに、事件以後に全くそうした動きを見せていない事や、逆に藤原氏らの反対派がこの事件を直接の大義名分として天皇や道鏡排除に積極的に動いていない事から、道鏡がこの事件に深く関わっていたとする証拠を見出す事は困難である。また、白壁王の擁立については藤原氏一族は一致していたものの、その次の天皇については早い段階で白壁王の子供のうち、他戸王を推す藤原永手ら北家と山部王（後の桓武天皇）を推す藤原百川ら式家との間で意見の対立があり、他戸皇太子の廃位も政権の主体が北家から式家に移った直後に発生している事から、北家主導下で光仁擁立→他戸立太子が行われた事と式家への政権移行後にその廃太子が行われた事には矛盾は無いと考えられている。

#### 称徳天皇首謀説
中西説に対して、細井浩志は『続日本紀』が道鏡政権を批判する際には、後日に“不正の暴露”などの形で対になる事実を提示しており、神託事件についてのみ創作を加えたとは考えにくいとして批判した。
- 細井は、そもそも称徳天皇は、淳仁天皇時代から天武天皇系皇統の嫡流であるとする立場を堅持し続けて皇位継承者の選任権を手放さなかったこと、そして事件後の神護景雲3年10月の詔勅によって称徳天皇自身が改めて皇位継承者を自らが決める意思を強調していること[5]から、事件の真の首謀者は他ならぬ称徳天皇自身であったとし、指名者が非皇族の道鏡であったという問題点を克服するために宇佐八幡宮の神託を利用したのが事件の本質であったとしている。
- また細井は、道鏡の左遷はこの時代の典型的な政変であり、清麻呂が光仁朝で重用されなかったのは、彼が元々地方豪族出身でなおかつ称徳天皇の側近層であった以上、光仁天皇側とのつながりは希薄だったと解している。『続日本紀』の記述については、光仁天皇を最終的に皇位継承者として認めた称徳天皇が神託事件の首謀者であった点をぼかした以外は事実をほぼ忠実に伝えているとしたうえで、群臣による天皇擁立を阻止するために、称徳天皇が最後の段階で自らの手で白壁王を後継としたとしている。

## 後世への影響
神託事件にゆかりのある大阪府八尾市（道鏡の出身地）・岡山県和気町（和気清麻呂の出身地）・大分県宇佐市（宇佐神宮の所在地）は相互に姉妹都市となっている。